# Campeonato Angolano de Hóquei em Patins de 2013
O Campeonato Angolano de Hóquei em Patins é a maior competição de clubes Angolanos da modalidade Hóquei em Patins, e actualmente também a maior em África.
A competição é disputada no sistema de todos contra todos a uma volta; A segunda fase da competição vai ser disputada
em sistema de “play-off” entre as quatro melhores equipas; Meias-Finais à melhor de três jogos e final à melhor de cinco.

## Resultados 1ª fase
Federação Angolana de Hóquei Patins 
|                           | ACL  | GDJV | 1ºA  | PAL | H00  | SCJ | SLB  | KAB  | COD  |
| ------------------------- | ---- | ---- | ---- | --- | ---- | --- | ---- | ---- | ---- |
| Académica Clube de Luanda |      | 2-2  | 4-2  |     |      |     |      | 16-1 | 21-0 |
| GD Juventude Viana        |      |      | 2-2  | 1-0 | 9-0  |     |      |      | 28-0 |
| 1º Agosto                 |      |      |      | 2-2 | 10-0 | 4-2 |      |      | 19-0 |
| Petro Atlético Luanda     | 2-3  |      |      |     | 10-2 |     | 11-0 | 13-1 |      |
| Hoquei 2000               | 2-16 | 2-17 |      |     |      |     |      | 4-3  |      |
| Sagrado Coração de Jesus  | 2-8  |      |      | 2-4 | 4-5  |     | 5-3  |      |      |
| Sport Luanda e Benfica    | 2-10 | 1-19 | 0-11 |     |      |     |      | 5-4  |      |
| Kabuscorp                 |      | 4-8  | 0-3  |     |      | 2-2 |      |      | 6-1  |
| CODEFA                    |      |      |      | 0-6 | 2-6  | 1-5 | 2-6  |      |      |

### Classificação 1ª Fase
| Pos | Equipa                    | Pts | J | V | E | D | GM | GS | DG  |
| --- | ------------------------- | --- | - | - | - | - | -- | -- | --- |
| 1º  | Académica Clube de Luanda | 22  | 8 | 7 | 1 | 0 | 80 | 13 | 67  |
| 2º  | GD Juventude Viana        | 20  | 8 | 6 | 2 | 0 | 86 | 11 | 75  |
| 3º  | 1º Agosto                 | 17  | 8 | 5 | 2 | 1 | 53 | 10 | 43  |
| 4º  | Petro Atlético Luanda     | 16  | 8 | 5 | 1 | 2 | 48 | 11 | 37  |
| 5º  | Hoquei 2000               | 12  | 8 | 4 | 0 | 4 | 27 | 66 | -39 |
| 6º  | Sagrado Coração de Jesus  | 7   | 8 | 2 | 1 | 5 | 22 | 36 | -14 |
| 7º  | Sport Luanda e Benfica    | 6   | 8 | 2 | 0 | 6 | 22 | 70 | -48 |
| 8º  | Kabuscorp                 | 4   | 8 | 1 | 1 | 6 | 20 | 50 | -30 |
| 9º  | CODEFA                    | 0   | 8 |   | 0 | 8 | 6  | 97 | -91 |

### Grupo 5º/9º
|    | Equipe                   | Pts | J | V | E | D | GM | GS | DG  |
| -- | ------------------------ | --- | - | - | - | - | -- | -- | --- |
| 1º | Sagrado Coração de Jesus | 9   | 3 | 3 | 0 | 0 | 13 | 5  | 8   |
| 2º | Hoquei 2000              | 6   | 4 | 2 | 0 | 2 | 13 | 9  | 4   |
| 3º | Kabuscorp                | 6   | 3 | 2 | 0 | 1 | 9  | 5  | 4   |
| 4º | CODEFA                   | 3   | 3 | 1 | 0 | 2 | 8  | 9  | -1  |
| 5º | Sport Luanda e Benfica   | 0   | 3 | 0 | 0 | 3 | 0  | 15 | -15 |

|                          | SCJ | H00 | KAB | COD | SLB |
| ------------------------ | --- | --- | --- | --- | --- |
| Sagrado Coração de Jesus |     |     |     |     |     |
| Hoquei 2000              | 3-5 |     |     |     |     |
| Kabuscorp                | 2-3 | 2-1 |     |     |     |
| CODEFA                   |     | 2-4 | 1-5 |     |     |
| Sport Luanda e Benfica   | 0-5 | 0-5 |     | 0-5 |     |

### Meias Finais - Play Off
| 17 novembro 2013 | 1º Agosto | 1 - 3 | GD Juventude Viana | Pav. Cidadela |
| 16:00            |           |       |                    |               |

| 17 novembro 2013 | Académica Clube de Luanda | 5 - 2 | Petro Atlético Luanda | Pav. Cidadela |
| 17:30            |                           |       |                       |               |

| 18 novembro 2013 | Petro Atlético Luanda | 1 - 2 | Académica Clube de Luanda | Pav. Cidadela |
| 16:00            |                       |       |                           |               |

| 18 novembro 2013 | GD Juventude Viana | 5 - 3 | 1º Agosto | Pav. Cidadela |
| 17:30            |                    |       |           |               |

### 3º - 4º Lugar
| 20 novembro 2013 | Petro Atlético | 4 - 5 | 1º Agosto | Pav. Cidadela |
| 16:30            |                |       |           |               |

| 21 novembro 2013 | 1º Agosto | 1 - 3 | Petro Atlético | Pav. Cidadela |
| 16:30            |           |       |                |               |

### FINAL
| 20 novembro 2013 | GD Juventude Viana | 6 - 3 | Académica Clube de Luanda | Pav. Cidadela |
| 17:30            |                    |       |                           |               |

| 21 novembro 2013 | Académica Clube de Luanda | 6 - 0 | GD Juventude Viana | Pav. Cidadela |
| 18:30            |                           |       |                    |               |

| 23 novembro 2013 | GD Juventude Viana | 3 - 2 | Académica Clube de Luanda | Pav. Cidadela |
| 18:00            |                    |       |                           |               |

| 24 novembro 2013 | Académica Clube de Luanda | 7 - 4 | GD Juventude Viana | Pav. Cidadela |
| 18:00            |                           |       |                    |               |

| 26 novembro 2013 | GD Juventude Viana | 2 - 3 | Académica Clube de Luanda | Pav. Cidadela |
| 18:00            |                    |       |                           |               |

### Sítios Angolanos
- Federação Angolana de Hóquei Patins
- Petro de Luanda
- Primeiro de Agosto

- ANGOP, Angência Angola Press com atualidade do Hóquei Patins neste País

### Internacional
- Ligações ao Hóquei em todo o Mundo
- Mundook-Actualidade Mundial do Hóquei Patinado (em Português)
- Cumhoquei-Actualidade Mundial do Hóquei Patinado (em Português)

1. ↑  http://www.fap-patinagem.com/content/blogsection/0/44/10/50/